# Gulamåra viten
Jan Ersson kallad Gulamåra viten, född 9 juni 1799 i Valö församling, Stockholms län, död 23 november 1846 i Valö församling, Stockholms län, var en känd spelman i Uppland.
Han var född i byn Gålarmora i Valö socken. Namnet fick han efter hembyn Gålarmora och för att han på sina spelmansfärden alltid skall ha åkt efter en vit häst. Många sägner finns om Gulamåra viten och hans spelande. Som nyckelharpsspelare slogs han av sin samtida Byss-Calle, men som trollkarl var han vassare.
En om hur en trollkunnig person bland åhörarna på ett bröllop började ta av strängarna på Vitens harpa. Viten kunde inte få strängarna att ljuda, fast de var kvar på harpan. När han förstod vad som låg bakom, tog han fram något ifrån bröstfickan och lade innanför stövelskaftet. Sedan kunde inte den andra trolla längre, och Viten kunde spela så knappar och spännen slets från åhörarna.
En berättar om hur Gulamåraviten skulle spela på ett bröllop i Lövsta med Byss-Calle. De hade kommit överens om att inte trolla för varandra. När de stod beredda att klämma i med brudmarschen på sina nyckelharpor gick dock taglen på Byss-Calles stråke ett efter ett och till slut allihopa. Byss-Calle lådsades dock som ingenting och tog upp en ny stråke ur stövelskaftet. Nu gick allt bra tills de kom till bröllopsgården. Här sprang bassträngen på Byss-Calles harpa rätt vad det var, trots att han hade bytt den strax innan bröllopet. Byss-Calle låtsades som ingenting och fortsatte spela på de andra strängarna, men rätt vad det var så sprang Gulmåra vitens harpa i tusen bitar - Byss-Calle hade gett igen med Gulmåra vitens egen medicin. Gulamåra viten blev emellertid rasande, och sprang upp och slog ihop händerna framför Byss-Calse, som nu blev alldeles stel och inte kunde röra ett finger. En av gästerna av tvungen att hjälpa Byss-Calle att få fram en liten flaska han hade i sin ficka, och ge honom en droppe av det. Sedan kryade Byss-Calle på sig. Därefter fick Byss-Calle spela ifred, för Gulmåra viten hade blivit av med sin harpa, och gav sig av från bröllopsgården och kom inte tillbaka.
Gulamåra viten lär ha dött under ett bröllop i Håkansbo inte långt från Lövsta 1846.